# Tour de Murcie 2017
La 37e édition du Tour de Murcie a eu lieu le 11 février 2017. La course fait partie du calendrier UCI Europe Tour 2017 en catégorie 1.1., et fut remportée par le murcien Alejandro Valverde.

## Présentation

### Équipes
Classé en catégorie 1.1 de l'UCI Europe Tour, le Tour de Murcie est par conséquent ouvert aux WorldTeams dans la limite de 50 % des équipes participantes, aux équipes continentales professionnelles, aux équipes continentales et aux équipes nationales.
Dix-neuf équipes participent à ce Tour de Murcie - six WorldTeams, huit équipes continentales professionnelles, quatre équipes continentales et une équipe nationale:
| WorldTeams (6)- Bahrain-Merida - Bora-Hansgrohe - Katusha-Alpecin - Lotto-Soudal - Movistar Team - Orica-Scott Équipes continentales professionnelles (8)- Caja Rural-Seguros RGA - CCC Sprandi Polkowice - Cofidis, Solutions Crédits - Direct Énergie - Gazprom-RusVelo - Roompot-Nederlandse Loterij - Sport Vlaanderen-Baloise - Wanty-Groupe Gobert Équipes continentales (5)- Burgos-BH - Dare Viator Partizan - Euskadi Basque Country-Murias - Rally Cycling - Team Ukyo Équipe nationale- Espagne |
| |

## Classements

### Classement final
| \| Classement général \| Classement général \| Classement général \| Classement général \| Classement général \| \| Coureur \| Coureur \| Pays \| Équipe \| Temps \| \| ------------------ \| ----------------------- \| ------------------ \| --------------------------- \| ------------------ \| \| 1er \| Alejandro Valverde \| Espagne \| Movistar Team \| 4 h 03 min 08 s \| \| 2e \| Jhonatan Restrepo \| Colombie \| Katusha-Alpecin \| + 2 min 10 s \| \| 3e \| Patrick Konrad \| Autriche \| Bora-Hansgrohe \| + 2 min 10 s \| \| 4e \| Jürgen Roelandts \| Belgique \| Lotto-Soudal \| + 2 min 10 s \| \| 5e \| Baptiste Planckaert \| Belgique \| Katusha-Alpecin \| + 2 min 10 s \| \| 6e \| Ion Izagirre \| Espagne \| Bahrain-Merida \| + 2 min 10 s \| \| 7e \| Christopher Juul Jensen \| Danemark \| Orica-Scott \| + 2 min 10 s \| \| 8e \| Tiesj Benoot \| Belgique \| Lotto-Soudal \| + 2 min 10 s \| \| 9e \| Pieter Weening \| Pays-Bas \| Roompot-Nederlandse Loterij \| + 2 min 10 s \| \| 10e \| Emanuel Buchmann \| Allemagne \| Bora-Hansgrohe \| + 2 min 10 s \| |                         |           |                             |                 |
| |                         |           |                             |                 |
| Source : ProCyclingStats |                         |           |                             |                 |
| Classement général |                         |           |                             |                 |
| Coureur | Coureur                 | Pays      | Équipe                      | Temps           |
| 1er | Alejandro Valverde      | Espagne   | Movistar Team               | 4 h 03 min 08 s |
| 2e | Jhonatan Restrepo       | Colombie  | Katusha-Alpecin             | + 2 min 10 s    |
| 3e | Patrick Konrad          | Autriche  | Bora-Hansgrohe              | + 2 min 10 s    |
| 4e | Jürgen Roelandts        | Belgique  | Lotto-Soudal                | + 2 min 10 s    |
| 5e | Baptiste Planckaert     | Belgique  | Katusha-Alpecin             | + 2 min 10 s    |
| 6e | Ion Izagirre            | Espagne   | Bahrain-Merida              | + 2 min 10 s    |
| 7e | Christopher Juul Jensen | Danemark  | Orica-Scott                 | + 2 min 10 s    |
| 8e | Tiesj Benoot            | Belgique  | Lotto-Soudal                | + 2 min 10 s    |
| 9e | Pieter Weening          | Pays-Bas  | Roompot-Nederlandse Loterij | + 2 min 10 s    |
| 10e | Emanuel Buchmann        | Allemagne | Bora-Hansgrohe              | + 2 min 10 s    |

### Classements annexes
| \| Classement de la montagne \| Classement de la montagne \| Classement de la montagne \| Classement de la montagne \| Classement de la montagne \| \| ------------------------- \| ------------------------- \| ------------------------- \| ------------------------- \| ------------------------- \| \| \| Coureur \| Pays \| Équipe \| Point(s) \| \| 1er \| Alejandro Valverde \| Espagne \| Movistar \| 13 points \| \| 2e \| Ion Izagirre \| Espagne \| Bahrain-Merida \| 8 pts \| \| 3e \| Rubén Fernández \| Espagne \| Movistar \| 6 pts \| \| modifier \| \| \| \| \| | - Alejandro Valverde - 3 - Sam Bewley - 3 |         |                |           |
| Classement de la montagne |                                           |         |                |           |
| | Coureur                                   | Pays    | Équipe         | Point(s)  |
| 1er | Alejandro Valverde                        | Espagne | Movistar       | 13 points |
| 2e | Ion Izagirre                              | Espagne | Bahrain-Merida | 8 pts     |
| 3e | Rubén Fernández                           | Espagne | Movistar       | 6 pts     |
| modifier |                                           |         |                |           |

| - Alejandro Valverde - Rubén Fernández - Salvador Guardiola | - Movistar - Bora-Hansgrohe - Lotto-Soudal |

### UCI Europe Tour
Ce Tour de Murcie attribue des points pour l'UCI Europe Tour 2017, par équipes seulement aux coureurs des équipes continentales professionnelles et continentales, individuellement à tous les coureurs sauf ceux faisant partie d'une équipe ayant un label WorldTeam.
| Position,          | 1er | 2e | 3e | 4e | 5e | 6e | 7e | 8e | 9e | 10e | 11e | 12e | 13e à 15e | 16e à 25e |
| Classement général | 125 | 85 | 70 | 60 | 50 | 40 | 35 | 30 | 25 | 20  | 15  | 10  | 5         | 3         |

## Liste des participants
| Légende | Légende                                                                    | Légende | Légende                                                    |
| ------- | -------------------------------------------------------------------------- | ------- | ---------------------------------------------------------- |
| Num     | Dossard de départ porté par le coureur sur ce Tour de Murcie               | Pos     | Position à l'arrivée de la course                          |
|         | Indique un maillot de champion national ou mondial, suivi de sa spécialité | NP      | Indique un coureur qui n'a pas pris le départ de la course |
| AB      | Indique un coureur qui n'a pas terminé la course                           | HD      | Indique un coureur qui a terminé la course hors des délais |

| Movistar MOV        | Movistar MOV             | Movistar MOV |
| ------------------- | ------------------------ | ------------ |
| Num                 | Coureur                  | Pos          |
| 1                   | Alejandro Valverde (ESP) | 1er          |
| 2                   | Antonio Pedrero (ESP)    | 74e          |
| 3                   | Rubén Fernández (ESP)    | 20e          |
| 4                   | Gorka Izagirre (ESP)     | 19e          |
| 5                   | Marc Soler (ESP)         | 13e          |
| 6                   | Jasha Sütterlin (GER)    | AB           |
| 7                   | Jorge Arcas (ESP)        | AB           |
| Directeur sportif : |                          |              |

| Katusha-Alpecin KAT | Katusha-Alpecin KAT       | Katusha-Alpecin KAT |
| ------------------- | ------------------------- | ------------------- |
| Num                 | Coureur                   | Pos                 |
| 11                  | Maxim Belkov (RUS)        | 94e                 |
| 12                  | Robert Kišerlovski (CRO)  | 22e                 |
| 13                  | Marco Mathis (GER)        | 105e                |
| 14                  | Baptiste Planckaert (BEL) | 5e                  |
| 15                  | Jhonatan Restrepo (COL)   | 2e                  |
| 16                  | Simon Špilak (SLO)        | 21e                 |
| 17                  | Ángel Vicioso (ESP)       | 92e                 |
| Directeur sportif : |                           |                     |

| Orica-Scott ORS     | Orica-Scott ORS               | Orica-Scott ORS |
| ------------------- | ----------------------------- | --------------- |
| Num                 | Coureur                       | Pos             |
| 21                  | Luka Mezgec (SLO)             | 87e             |
| 22                  |                               |                 |
| 23                  | Jens Keukeleire (BEL)         | AB              |
| 24                  | Magnus Cort Nielsen (DEN)     | 58e             |
| 25                  | Christopher Juul Jensen (DEN) | 7e              |
| 26                  | Sam Bewley (NZL)              | 107e            |
| 27                  | Mathew Hayman (AUS)           | 78e             |
| Directeur sportif : |                               |                 |

| Bahrain-Merida TBM  | Bahrain-Merida TBM                    | Bahrain-Merida TBM |
| ------------------- | ------------------------------------- | ------------------ |
| Num                 | Coureur                               | Pos                |
| 31                  | Domen Novak (SLO)                     | 113e               |
| 32                  | Luka Pibernik (SLO)                   | 40e                |
| 33                  | Ion Izagirre (ESP) (Contre-la-montre) | 6e                 |
| 34                  | Javier Moreno (ESP)                   | 15e                |
| 35                  | Antonio Nibali (ITA)                  | 81e                |
| 36                  | David Per (SLO)                       | 65e                |
| 37                  | Jon Ander Insausti (ESP)              | AB                 |
| Directeur sportif : |                                       |                    |

| Bora-Hansgrohe BOH  | Bora-Hansgrohe BOH        | Bora-Hansgrohe BOH |
| ------------------- | ------------------------- | ------------------ |
| Num                 | Coureur                   | Pos                |
| 41                  | Jan Bárta (CZE)           | AB                 |
| 42                  | Cesare Benedetti (ITA)    | 55e                |
| 43                  | Emanuel Buchmann (GER)    | 10e                |
| 44                  | Silvio Herklotz (GER)     | AB                 |
| 45                  | Patrick Konrad (AUT)      | 3e                 |
| 46                  | José Mendes (POR) (Route) | 56e                |
| 47                  | Andreas Schillinger (GER) | 60e                |
| Directeur sportif : |                           |                    |

| Lotto-Soudal LTS    | Lotto-Soudal LTS         | Lotto-Soudal LTS |
| ------------------- | ------------------------ | ---------------- |
| Num                 | Coureur                  | Pos              |
| 51                  | Frederik Frison (BEL)    | 43e              |
| 52                  | Tiesj Benoot (BEL)       | 8e               |
| 53                  | Tony Gallopin (FRA)      | 23e              |
| 54                  | Jens Debusschere (BEL)   | 109e             |
| 55                  | Tosh Van der Sande (BEL) | 83e              |
| 56                  | Jürgen Roelandts (BEL)   | 4e               |
| 57                  | Jelle Wallays (BEL)      | 61e              |
| Directeur sportif : |                          |                  |

| Cofidis COF         | Cofidis COF               | Cofidis COF |
| ------------------- | ------------------------- | ----------- |
| Num                 | Coureur                   | Pos         |
| 61                  | Daniel Navarro (ESP)      | 18e         |
| 62                  | Guillaume Bonnafond (FRA) | 28e         |
| 63                  | Yoann Bagot (FRA)         | 48e         |
| 64                  | Rayane Bouhanni (FRA)     | 66e         |
| 65                  |                           |             |
| 66                  | Stéphane Rossetto (FRA)   | 84e         |
| 67                  | Jérôme Cousin (FRA)       | 85e         |
| Directeur sportif : |                           |             |

| Direct Énergie DEN  | Direct Énergie DEN      | Direct Énergie DEN |
| ------------------- | ----------------------- | ------------------ |
| Num                 | Coureur                 | Pos                |
| 71                  | Romain Cardis (FRA)     | AB                 |
| 72                  | Jérémy Cornu (FRA)      | 91e                |
| 73                  | Romain Guillemois (FRA) | 80e                |
| 74                  | Bryan Nauleau (FRA)     | 46e                |
| 75                  | Paul Ourselin (FRA)     | 62e                |
| 76                  | Perrig Quemeneur (FRA)  | 59e                |
| 77                  | Romain Sicard (FRA)     | 12e                |
| Directeur sportif : |                         |                    |

| Gazprom-RusVelo GAZ | Gazprom-RusVelo GAZ       | Gazprom-RusVelo GAZ |
| ------------------- | ------------------------- | ------------------- |
| Num                 | Coureur                   | Pos                 |
| 81                  | Kirill Sveshnikov (RUS)   | 111e                |
| 82                  | Alexander Foliforov (RUS) | 79e                 |
| 83                  | Evgeny Shalunov (RUS)     | AB                  |
| 84                  | Dmitry Kozontchuk (RUS)   | 77e                 |
| 85                  | Igor Boev (RUS)           | 103e                |
| 86                  | Roman Maikin (RUS)        | 112e                |
| 87                  | Sergey Firsanov (RUS)     | 45e                 |
| Directeur sportif : |                           |                     |

| Sport Vlaanderen-Baloise SVB | Sport Vlaanderen-Baloise SVB | Sport Vlaanderen-Baloise SVB |
| ---------------------------- | ---------------------------- | ---------------------------- |
| Num                          | Coureur                      | Pos                          |
| 91                           | Kevin Deltombe (BEL)         | 64e                          |
| 92                           | Maxime Farazijn (BEL)        | 63e                          |
| 93                           | Eliot Lietaer (BEL)          | 37e                          |
| 94                           | Ruben Pols (BEL)             | 90e                          |
| 95                           | Jarl Salomein (BEL)          | 104e                         |
| 96                           | Kenneth Van Rooy (BEL)       | 70e                          |
| 97                           | Jens Wallays (BEL)           | 73e                          |
| Directeur sportif :          |                              |                              |

| Roompot-Nederlandse Loterij RNL | Roompot-Nederlandse Loterij RNL | Roompot-Nederlandse Loterij RNL |
| ------------------------------- | ------------------------------- | ------------------------------- |
| Num                             | Coureur                         | Pos                             |
| 101                             | Pieter Weening (NED)            | 9e                              |
| 102                             | Tim Ariesen (NED)               | 106e                            |
| 103                             | Martijn Budding (NED)           | 33e                             |
| 104                             | Jeroen Meijers (NED)            | 47e                             |
| 105                             | Elmar Reinders (NED)            | 30e                             |
| 106                             | Oscar Riesebeek (NED)           | 25e                             |
| 107                             | Etienne van Empel (NED)         | 32e                             |
| Directeur sportif :             |                                 |                                 |

| CCC Sprandi Polkowice CCC | CCC Sprandi Polkowice CCC | CCC Sprandi Polkowice CCC |
| ------------------------- | ------------------------- | ------------------------- |
| Num                       | Coureur                   | Pos                       |
| 111                       | Felix Großschartner (AUT) | 11e                       |
| 112                       | Piotr Brożyna (POL)       | 93e                       |
| 113                       | Marcin Mrożek (POL)       | 75e                       |
| 114                       | Łukasz Owsian (POL)       | 24e                       |
| 115                       | Leszek Pluciński (POL)    | 95e                       |
| 116                       | Maciej Paterski (POL)     | 36e                       |
| 117                       | Jan Tratnik (SLO) (Route) | 26e                       |
| Directeur sportif :       |                           |                           |

| Caja Rural-Seguros RGA CJR | Caja Rural-Seguros RGA CJR  | Caja Rural-Seguros RGA CJR |
| -------------------------- | --------------------------- | -------------------------- |
| Num                        | Coureur                     | Pos                        |
| 121                        | Josu Zabala (ESP)           | 100e                       |
| 122                        | Alex Aranburu (ESP)         | 38e                        |
| 123                        | Héctor Sáez (ESP)           | 17e                        |
| 124                        | Antonio Molina (ESP)        | 39e                        |
| 125                        | Chris Butler (USA)          | 41e                        |
| 126                        | Justin Oien (USA)           | 86e                        |
| 127                        | Diego Rubio Hernández (ESP) | 34e                        |
| Directeur sportif :        |                             |                            |

| Wanty-Groupe Gobert WGG | Wanty-Groupe Gobert WGG        | Wanty-Groupe Gobert WGG |
| ----------------------- | ------------------------------ | ----------------------- |
| Num                     | Coureur                        | Pos                     |
| 131                     | Thomas Degand (BEL)            | 68e                     |
| 132                     | Jérôme Baugnies (BEL)          | 57e                     |
| 133                     | Frederik Backaert (BEL)        | 69e                     |
| 134                     | Xandro Meurisse (BEL)          | 35e                     |
| 135                     | Guillaume Van Keirsbulck (BEL) | 108e                    |
| 136                     | Pieter Vanspeybrouck (BEL)     | 52e                     |
| 137                     | Yoann Offredo (FRA)            | 27e                     |
| Directeur sportif :     |                                |                         |

| Burgos BH BBH       | Burgos BH BBH        | Burgos BH BBH |
| ------------------- | -------------------- | ------------- |
| Num                 | Coureur              | Pos           |
| 141                 | Raúl Castrillo (ESP) | AB            |
| 142                 | Álvaro Robredo (ESP) | AB            |
| 143                 | David Belda (ESP)    | 16e           |
| 144                 | Igor Merino (ESP)    | 50e           |
| 145                 | Marcos Jurado (ESP)  | 99e           |
| 146                 | Joan Ruiz (ESP)      | AB            |
| 147                 | Ibai Salas (ESP)     | 71e           |
| Directeur sportif : |                      |               |

| Euskadi Basque Country-Murias EUS | Euskadi Basque Country-Murias EUS | Euskadi Basque Country-Murias EUS |
| --------------------------------- | --------------------------------- | --------------------------------- |
| Num                               | Coureur                           | Pos                               |
| 151                               | Imanol Estévez (ESP)              | 96e                               |
| 152                               | Mikel Bizkarra (ESP)              | 51e                               |
| 153                               | Julen Irizar (ESP)                | 97e                               |
| 154                               | Adrián González (ESP)             | 101e                              |
| 155                               | Beñat Txoperena (ESP)             | 49e                               |
| 156                               | Ander Barrenetxea (ESP)           | AB                                |
| 157                               | Garikoitz Bravo (ESP)             | 14e                               |
| Directeur sportif :               |                                   |                                   |

| Rally RLY           | Rally RLY          | Rally RLY |
| ------------------- | ------------------ | --------- |
| Num                 | Coureur            | Pos       |
| 161                 | Rob Britton (CAN)  | 53e       |
| 162                 | Adam De Vos (CAN)  | 72e       |
| 163                 | Evan Huffman (USA) | 54e       |
| 164                 | Colin Joyce (USA)  | 29e       |
| 165                 | Sepp Kuss (USA)    | 44e       |
| 166                 | Danny Pate (USA)   | 110e      |
| 167                 | Eric Young (USA)   | AB        |
| Directeur sportif : |                    |           |

| Ukyo UKO            | Ukyo UKO                   | Ukyo UKO |
| ------------------- | -------------------------- | -------- |
| Num                 | Coureur                    | Pos      |
| 171                 | Salvador Guardiola (ESP)   | 42e      |
| 172                 | Benjamín Prades (ESP)      | 82e      |
| 173                 | Óscar Pujol (ESP)          | 76e      |
| 174                 | Yusuke Hatanaka (JPN)      | AB       |
| 175                 | Yoshimitsu Hiratsuka (JPN) | AB       |
| 176                 | Tanzo Tokuda (JPN)         | 114e     |
| 177                 | Egoitz Fernández (ESP)     | 31e      |
| Directeur sportif : |                            |          |

| Sélection nationale d'Espagne ESP | Sélection nationale d'Espagne ESP | Sélection nationale d'Espagne ESP |
| --------------------------------- | --------------------------------- | --------------------------------- |
| Num                               | Coureur                           | Pos                               |
| 181                               | Miguel Ángel Ballesteros (ESP)    | 89e                               |
| 182                               | Eduardo Llacer (ESP)              | 88e                               |
| 183                               | Javier Fuentes (ESP)              | AB                                |
| 184                               | Rubén Montoya (ESP)               | AB                                |
| 185                               | Iván Moreno (ESP)                 | 67e                               |
| 186                               | Eusebio Pascual (ESP)             | AB                                |
| 187                               | Daniel Viejo (ESP)                | 98e                               |
| Directeur sportif :               |                                   |                                   |

| Dare Viator Partizan DVP | Dare Viator Partizan DVP | Dare Viator Partizan DVP |
| ------------------------ | ------------------------ | ------------------------ |
| Num                      | Coureur                  | Pos                      |
| 191                      | Carlos Lorente (ESP)     | AB                       |
| 192                      | Javier Valero (ESP)      | AB                       |
| 193                      | Jose Carlos Núñez (ESP)  | 102e                     |
| 194                      | Óscar Sánchez (ESP)      | AB                       |
| 195                      | Miguel Calatayud (ESP)   | AB                       |
| 196                      | Francisco Castelló (ESP) | AB                       |
| 197                      |                          |                          |
| Directeur sportif :      |                          |                          |